# Novohrîhorivka, Mîkolaiiv
Novohrîhorivka (în ucraineană Новогригорівка) este un sat în comuna Krînîcikî din raionul Mîkolaiiv, regiunea Mîkolaiiv, Ucraina.

## Demografie
Componența lingvistică a localității Novohrîhorivka
     Ucraineană (89,61%)
     Rusă (9,74%)
     Alte limbi (0,65%)
Conform recensământului din 2001, majoritatea populației localității Novohrîhorivka era vorbitoare de ucraineană (89,61%), existând în minoritate și vorbitori de rusă (9,74%).